# Формулы аналогии Непера

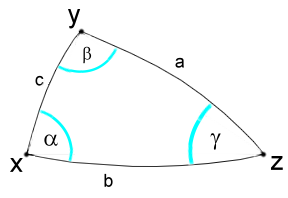
Сферический треугольник.

Формулы аналогии Непера в сферической тригонометрии выражают соотношения между пятью элементами сферического треугольника, удобные для решения косоугольного сферического треугольника по двум сторонам и углу между ними и по двум углам и прилежащей к ним стороне.

## Описание
Формулы аналогии Непера имеют следующий вид:
{\displaystyle \operatorname {tg} {\frac {\alpha +\beta }{2}}={\frac {\cos {\frac {a-b}{2}}}{\cos {\frac {a+b}{2}}}}\cdot \operatorname {ctg} {\frac {\gamma }{2}}}
{\displaystyle \operatorname {tg} {\frac {\alpha -\beta }{2}}={\frac {\sin {\frac {a-b}{2}}}{\sin {\frac {a+b}{2}}}}\cdot \operatorname {ctg} {\frac {\gamma }{2}}}
{\displaystyle \operatorname {tg} {\frac {a+b}{2}}={\frac {\cos {\frac {\alpha -\beta }{2}}}{\cos {\frac {\alpha +\beta }{2}}}}\cdot \operatorname {tg} {\frac {c}{2}}}
{\displaystyle \operatorname {tg} {\frac {a-b}{2}}={\frac {\sin {\frac {\alpha -\beta }{2}}}{\sin {\frac {\alpha +\beta }{2}}}}\cdot \operatorname {tg} {\frac {c}{2}}}
Эти формулы считаются более удобными для решения косоугольных сферических треугольников по двум сторонам и углу между ними и по двум углам и прилежащей к ним стороне, чем формулы Деламбра. Хотя каждая из них выводится простым делением правой и левой частей одной формулы Деламбра на соответствующие части другой. 
При решении косоугольного сферического треугольника по двум сторонам и углу между ними из первой и второй формул получают углы {\displaystyle \alpha } и {\displaystyle \beta }, а затем сторону {\displaystyle c} находят из третьей или четвёртой формулы. При решении косоугольного сферического треугольника по двум углам и прилежащей к ним стороне из третьей и четвертой формул получают стороны {\displaystyle a} и {\displaystyle b}, а затем угол {\displaystyle \gamma } находят из первой или второй формулы.